# Kopononobryum
Kopononobryum là một chi rêu trong họ Splachnobryaceae.